# Herkelstein
Der Herkelstein ist eine 434,5 m hohe Erhebung im nordöstlichen Teil der Eifel (NRW, Deutschland), bildet den höchsten Punkt des Eschweiler Höhenzuges und liegt im Naturpark Nordeifel. Geologisch ist das Gebiet der Kalkeifel zuzuordnen, der Herkelstein selbst besteht – wie die Steinformation der Kakushöhlen – aus devonischem Kalk. Sie liegt zwischen den Ortschaften Weiler am Berge und Holzheim (Mechernich). Von dort besteht eine Fernsicht auf die Kölner Bucht.
Die Vegetation auf dem Herkelstein setzt sich aus Nadelwald und Mischwald, Wiesen und Ackerflächen zusammen. Am Fuße des Herkelsteins entspringt der Krebsbach, der in Breitenbenden in den Feybach mündet. Vor einigen Jahren wurden am nordöstlichen Abhang des Herkelsteins in der Nähe des Dorfes Weiler am Berge mehrere Kalköfen aufgefunden.

## Naherholung
Der Herkelstein ist durch mehrere Wanderwege erschlossen. Vom Gipfel besteht eine Fernsicht auf die Jülicher- und die Zülpicher Börde. Im Winter ist der Herkelstein ein Ziel für Rodler aus der Region. Dazu sind zwei Hänge mit unterschiedlicher Neigung vorhanden. Die beiden Hänge liegen an der Landesstraße L499.

## Sage von Herkules und Kakus
Am höchsten Punkt der Erhebung befindet sich eine Steinformation, die die einheimische Bevölkerung zur regionalisierten Version der Sage von Herkules und Kakus inspirierte. Einst soll in den Kakushöhlen bei Mechernich-Eiserfey ein Riese namens Kakus gehaust haben. Er soll dort regelrecht gewütet haben, indem er Bullen mit der bloßen Hand erschlug und die Menschen arg tyrannisierte. Nun soll Herkules, der aus dem fernen Griechenland auf der Durchreise war, sich des Problems angenommen haben, und es kam zum Kampf der zwei Giganten. Die beiden sollen sich unter anderem mit großen Felsbrocken beworfen haben, die heute sowohl auf dem Herkelstein als auch bei der mehrere Kilometer entfernten Kakushöhle zu finden sind. Schließlich erschlug Herkules Kakus mit einem Felsbrocken beim Nahkampf. Er selbst wurde dabei jedoch schwer verletzt, konnte sich aber noch bis zum Hügel hinter dem Dorf Holzheim schleppen. Einige Tage später erlag er dann seinen Verwundungen. Die dankbare Bevölkerung begrub ihn auf dem Hügel und benannte seine letzte Ruhestätte nach ihm. Diesen Namen trägt sie heute noch – der Herkelstein.